# 고양이고래
고양이고래(영어: Melon-headed whale, 학명: Peponocephala electra)는 참돌고래과의 속하는 돌고래의 일종이다. 몸길이 약 2.5m, 몸무게 150-170kg이다. 열대, 아열대 기후의 심해에서 서식하고, 한반도에서는 남해에 분포한다.

## 같이 보기
- 고래류의 종 목록
- 해양생물학